# Vergilius Vaticanus

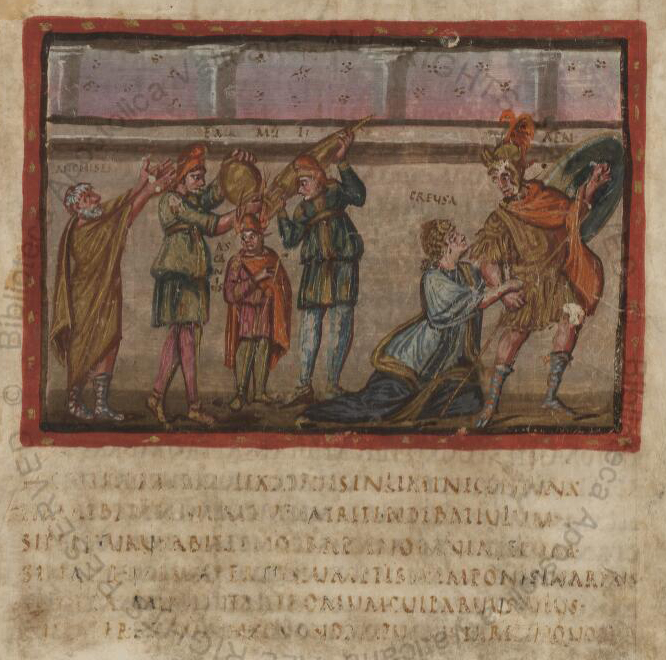
Illustração da Eneida, folio 22d.

O Vergilius Vaticanus (Vaticano, Biblioteca Apostolica, Cod. Vat. lat. 3225), também conhecido como Vergílio do Vaticano, é um manuscrito que contém fragmentos das obras de Virgílio Eneida e Geórgicas, executado em Roma por volta do ano 400 d.C. É uma das mais antigas fontes sobreviventes para o texto da Eneida e a mais antiga de entre os três únicos manuscritos ilustrados da literatura clássica, sendo os outros dois as obras Vergilius Romanus e Ilias Picta.
Existem 76 folios sobreviventes no manuscrito, contendo 50 ilustrações. Se, tal como era prática comum na época, o manuscrito contivesse todas as obras canónicas de Virgílio, teria originalmente cerca de 440 folios e 280 ilustrações. O texto foi escrito por um único escriba em capitalis rustica. Tal como era comum na época, não existe separação entre palavras. O autor escreveu primeiro o texto deixando espaços livres para as ilustrações. O trabalho de ilustração foi executado por três iluminadores diferentes, tendo todos usado livros de modelos iconográficos. As ilustrações encontram-se dentro de molduras e incluem paisagens e detalhes arquitectónicos. As iluminuras estão contidas nas margens das colunas de texto, embora algumas ocupem a página completa. As figuras humanas estão representadas de forma clássica com proporções naturais. As ilustrações também são exemplares no domínio da profundidade de campo, com o terreno cinzento da paisagem mesclado com tiras de rosa, violeta ou azul de modo a dar a noção de distância. As cenas interiores são baseadas em conhecimentos anteriores de perspectiva, mas erros ocasionais sugerem que os artistas não tenham compreendido plenamente os modelos usados. O estilo destas iluminuras tem bastante em comum com os fragmentos sobreviventes do manuscrito Ítala de Quedlimburgo, tendo também sido comparadas aos frescos encontrados em Pompeia
O manuscrito terá provavelmente sido feito sob encomenda de um nobre pagão. Anotações na obra indicam que esteve em Itália até ao século VI e em Tours no segundo quartel do século IX. Um copista francês fez anotações posteriores, por volta de 1400.
O Vergilius Vaticanus não deve ser confundido com o Vergilius Romanus ou o Vergilius Augusteus, ambos manuscritos Vergilianos conservados na Biblioteca Apostolica.

### Facsimile
- Wright, David H. Vergilius Vaticanus:  vollständige Faksimile-Ausgabe im Originalformat des Codex Vaticanus Latinus 3225 der Biblioteca Apostolica Vaticana.  Graz, Austria: Akademische Druck- u. Verlagsanstalt, 1984.